# Seljuk
Seljuk (turc: Selçuk; àrab: سلجوق, Saljūq; també transcrit Selyuk, Seldyuk, Seldyuq) va ser l'heroi epònim dels seljúcides. Era fill de Duqaq, que sembla haver estat el cap o un eminent membre de la tribu kınık dels oghuz.

## Biografia
Seljuq feia remuntar els seus orígens al mític rei Afrasiab a través de trenta-quatre generacions, encara que va utilitzar noms bíblics per als seus quatre fills (Mikail, Isrâîl (Arslan), Musa i Yunus), el que suggereix relacions amb els khàzars o amb els nestorians. No obstant això van mantenir el costum de fer precedir el nom pel de la seva tòtem tribal, Arslan (lleó).
Al voltant de l'any 985 a causa de l'escassetat de pastures o la pressió d'altres tribus el clan seljúcida es va separar de la resta dels toghuzghuz, una confederació de nou clans assentada entre els mars Aral i Caspi, i es va establir a prop de Khizilordà, a la riba dreta del riu Sirdarià, en el camí de Jend (Kazakhstan). En aquesta època es van convertir a l'islam, encara que no hi ha constància que el mateix Seljuq ho fes. El sultà Gaznèvida Mahmud de Ghazna, que domina la regió, els accepta i converteix en els seus auxiliars.
Arslan Isrâîl va ser enviat per Mahmud al Khorasan i a la campanya del Caucas, el que més tard seria el Soldanat de Rum. En tornar Mahmud, temorós del seu poder militar, el va manar detenir com a ostatge i va morir a la presó set anys després. Abans de la seva mort va fer arribar als seus germans un missatge on els incitava a apoderar-se del regne.

## Successió
Seljuq va morir al voltant de l'any 1038, i sota el govern del fill de Mikail, Toghril Beg I, els seljúcides van conquistar el Khorasan, van travessar el riu Amudarià i van ocupar les dues grans ciutats del Khorasan, Merv i Nixapur, on Toghril es va proclamar emir en 1028. La tribu va començar a fer incursions per tot el nord de l'Iran, ocupant ciutats i exigint un rescat per elles. Els intents de Massud, fill de Mahmud, per aturar les seves incursions el van portar a la derrota a la batalla de Dandanaqan, el 23 maig 1040.
Els victoriosos seljúcides van expandir el seu domini a la Transoxiana i l'Iran. En 1055 Toğrül havia ampliat el seu control fins a Bagdad, i s'havia autoproclamat campió del califa abbàssida, que el va honrar amb el títol de sultà. Altres governants anteriors havien tingut aquest títol, però els seljúcides van ser els primers a inscriure'l en les seves monedes.